# Pseudoclimaciella loanga
Pseudoclimaciella loanga är en insektsart som först beskrevs av Navás 1909.  Pseudoclimaciella loanga ingår i släktet Pseudoclimaciella och familjen fångsländor. Inga underarter finns listade i Catalogue of Life.